# سیارک ۱۷۶۷۱۰
سیارک ۱۷۶۷۱۰ (به انگلیسی: 176710 Banff، نامگذاری:2002QR56) صد و هفتاد و شش هزار و هفتصد و دهمین سیارک کشف شده‌است که در ۱۷ اوت ۲۰۰۲ کشف شد.